# Stazione di Villa Visconti
Stazione di Villa Visconti vasútállomás Olaszországban, Nápoly településen.

## Vasútvonalak
Az állomást az alábbi vasútvonalak érintik:
- Napoli-San Giorgio railway

## Kapcsolódó állomások
A vasútállomáshoz az alábbi állomások vannak a legközelebb:
- Stazione di Argine Palasport
- Stazione di Vesuvio de Meis